# Diócesis de Toowoomba
La diócesis de Toowoomba (en latín: Dioecesis Tuumbana y en inglés: Roman Catholic Diocese of Toowoomba) es una circunscripción eclesiástica de la Iglesia católica en Australia. Se trata de una diócesis latina, sufragánea de la arquidiócesis de Brisbane. Desde el 24 de mayo de 2023 su obispo es Kenneth Michael Howell.

## Territorio y organización
La diócesis tiene 487 000 km² y extiende su jurisdicción sobre los fieles católicos de rito latino residentes en la parte sudoccidental del estado de Queensland, a partir del paralelo 25º sur, excepto el territorio de la arquidiócesis de Brisbane más allá de la Gran Cordillera Divisoria.
La sede de la diócesis se encuentra en la ciudad de Toowoomba, en donde se halla la Catedral de San Patricio.
En 2022 en la diócesis existían 37 parroquias agrupadas en 5 decanatos: Toowoomba Eastern, Toowoomba Western, Southern Downs, Northern Downs y Western.

## Historia
La diócesis fue erigida el 28 de mayo de 1929 mediante la bula Christiano nomini del papa Pío XI, obteniendo el territorio de la arquidiócesis de Brisbane.
El 14 de noviembre de 1998, mediante la carta apostólica Christi asseclae, el papa Juan Pablo II confirmó a la Santísima Virgen María, venerada con el título de Nuestra Señora de la Cruz del Sur, como patrona de la diócesis.
El 2 de mayo de 2011 el obispo William Martin Morris fue relevado de su cargo por la Santa Sede. En el origen de la grave disposición hay una declaración del obispo de 2006, en la que argumentaba la necesidad de ordenar sacerdotes casados y casadas, para hacer frente a la disminución de vocaciones. Esta declaración provocó protestas de un grupo de fieles y la Santa Sede inició una investigación canónica que duró cinco años.

## Estadísticas
Según el Anuario Pontificio 2023 la diócesis tenía a fines de 2022 un total de 69 260 fieles bautizados. 
| Año                                                                             | Población            | Población | Población      | Sacerdotes | Sacerdotes    | Sacerdotes    | Bautizados por sacerdote | Diáconos permanentes | Religiosos | Religiosos | Parroquias |
| Año                                                                             | Bautizados católicos | Total     | % de católicos | Total      | Clero secular | Clero regular | Bautizados por sacerdote | Diáconos permanentes | Varones    | Mujeres    | Parroquias |
| ------------------------------------------------------------------------------- | -------------------- | --------- | -------------- | ---------- | ------------- | ------------- | ------------------------ | -------------------- | ---------- | ---------- | ---------- |
| 1950                                                                            | 32 000               | 125 000   | 25.6           | 69         | 54            | 15            | 463                      |                      | 27         | 195        | 27         |
| 1964                                                                            | 47 900               | 162 493   | 29.5           | 94         | 71            | 23            | 509                      |                      | 61         | 237        | 37         |
| 1968                                                                            | 48 200               | 194 000   | 24.8           | 84         | 66            | 18            | 573                      |                      | 54         | 228        | 37         |
| 1980                                                                            | 54 271               | 206 655   | 26.3           | 77         | 66            | 11            | 704                      |                      | 37         | 167        | 38         |
| 1990                                                                            | 59 953               | 218 447   | 27.4           | 71         | 55            | 16            | 844                      |                      | 36         | 96         | 35         |
| 1999                                                                            | 59 458               | 222 417   | 26.7           | 57         | 46            | 11            | 1043                     |                      | 21         | 68         | 35         |
| 2000                                                                            | 61 272               | 232 601   | 26.3           | 55         | 46            | 9             | 1114                     |                      | 18         | 56         | 35         |
| 2001                                                                            | 61 573               | 230 716   | 26.7           | 55         | 45            | 10            | 1119                     |                      | 19         | 64         | 35         |
| 2002                                                                            | 61 209               | 232 979   | 26.3           | 52         | 42            | 10            | 1177                     |                      | 16         | 56         | 35         |
| 2003                                                                            | 62 852               | 239 095   | 26.3           | 49         | 41            | 8             | 1282                     |                      | 16         | 58         | 35         |
| 2004                                                                            | 65 912               | 232 900   | 28.3           | 50         | 42            | 8             | 1318                     |                      | 15         | 58         | 35         |
| 2010                                                                            | 76 000               | 272 000   | 27.9           | 45         | 38            | 7             | 1688                     |                      | 9          | 52         | 35         |
| 2014                                                                            | 67 500               | 264 800   | 25.5           | 40         | 35            | 5             | 1687                     |                      | 5          | 47         | 35         |
| 2017                                                                            | 70 400               | 276 700   | 25.4           | 41         | 31            | 10            | 1717                     |                      | 11         | 30         | 37         |
| 2020                                                                            | 67 300               | 280 600   | 24.0           | 37         | 28            | 9             | 1818                     |                      | 9          | 23         | 37         |
| 2022                                                                            | 69 260               | 288 800   | 24.0           | 37         | 27            | 10            | 1871                     |                      | 10         | 20         | 37         |
| Fuente: Catholic-Hierarchy, que a su vez toma los datos del Anuario Pontificio. |                      |           |                |            |               |               |                          |                      |            |            |            |

## Episcopologio
- James Byrne † (28 de mayo de 1929-11 de febrero de 1938 falleció)
- Joseph Basil Roper † (13 de julio de 1938-14 de octubre de 1952 renunció[nota 1])
- William Joseph Brennan † (7 de agosto de 1953-11 de septiembre de 1975 falleció)
- Edward Francis Kelly, M.S.C. † (19 de diciembre de 1975-20 de noviembre de 1992 retirado)
- William Martin Morris (20 de noviembre de 1992-2 de mayo de 2011 relevado)[nota 2]
- Robert Michael McGuckin (14 de mayo de 2012-24 de mayo de 2023 retirado)
- Kenneth Michael Howell, desde el 24 mayo de 2023